# St. Barbara (Harburg)
St. Barbara ist die evangelisch-lutherische Stadtpfarrkirche von Harburg (Schwaben). Sie prägt neben der dominierenden Burg das Erscheinungsbild der Stadt entscheidend mit.
Die Kirche gehört zum Dekanat Donau-Ries des Kirchenkreises Augsburg der Evangelisch-Lutherischen Kirche in Bayern.

## Geschichte

### Vorgängerbau
Die Schlosskirche St. Michael auf der Burg Harburg war für die Gläubigen zunächst das einzige Gotteshaus im damaligen Markt. So mussten die Harburger den steilen Weg hinauf zur Burg bei jeder Witterung bewältigen. Dies änderte sich erst im Jahre 1426, als am Fuße des Burgbergs die Barbarakapelle unter Friedrich III. von Oettingen und dessen Sohn Wilhelm I. erbaut wurde. Sie diente über fast 200 Jahre den Harburgern als Gotteshaus.

### Erbauung 1612

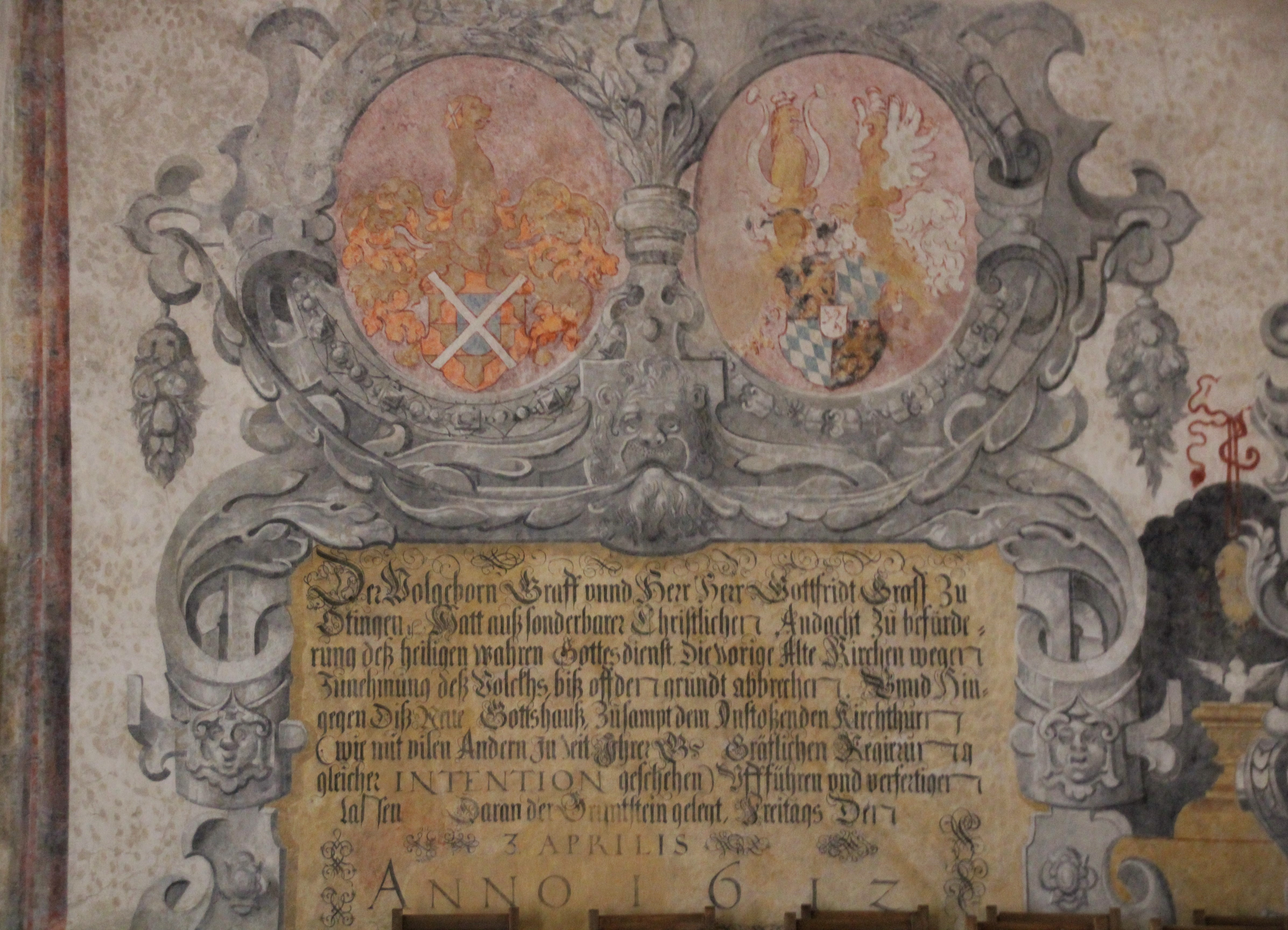
Fresko aus der Zeit der Erbauung von St. Barbara im Jahr 1612

Da die Barbarakapelle wegen der gewachsenen Bevölkerung zu klein wurde, ließ sie Gottfried Graf zu Oettingen-Oettingen auf Bittstellung der Harburger bis auf die Grundmauer abreißen und gab den Auftrag, am gleichen Ort die heutige St.-Barbara-Kirche auf eigene Kosten zu errichten. Der Grundstein wurde am 3. April 1612 gelegt und ab 28. November 1613, dem 1. Advent, fanden Gottesdienste in der neuen Kirche statt.
Ein großes Wandfresko erinnert an die Zeit der Erbauung der Kirche. Es wurde bei der Renovierung 1988 wiederentdeckt und freigelegt. Dort steht geschrieben:

„Der Wohlgebohrne Graf und Herr, Herr Gottfried, Graf zu Oetingen hatt aus sonderbahrer Christlichen Andacht zu Beforderung des heil wahren Gottesdienstes, die vorige Alte Kirchen, wegen Zunehmung des Volckhs bis off den grundt abbrechen, und hingegen dieß neue Gottes Haus, zusampt dem anstoßenden Kirchthurm (wie mit vilen Anderen zu Zeit Ihrer Gräflichen Regierung, gleicher Intention geschehen) aufführen und verfertigen lassen, daran den Gruntstein gelegt, Freitags den 3ten Aprilis Anno 1612“

Oberhalb des Schriftzuges befindet sich links das Wappen Gottfrieds von Oettingen-Oettingen und rechts das Wappen seiner zweiten Ehefrau Barbara von Pfalz-Zweibrücken-Neuburg, Pfalzgräfin bei Rhein und Herzogin in Bayern.

### Bauliche Veränderungen 1744

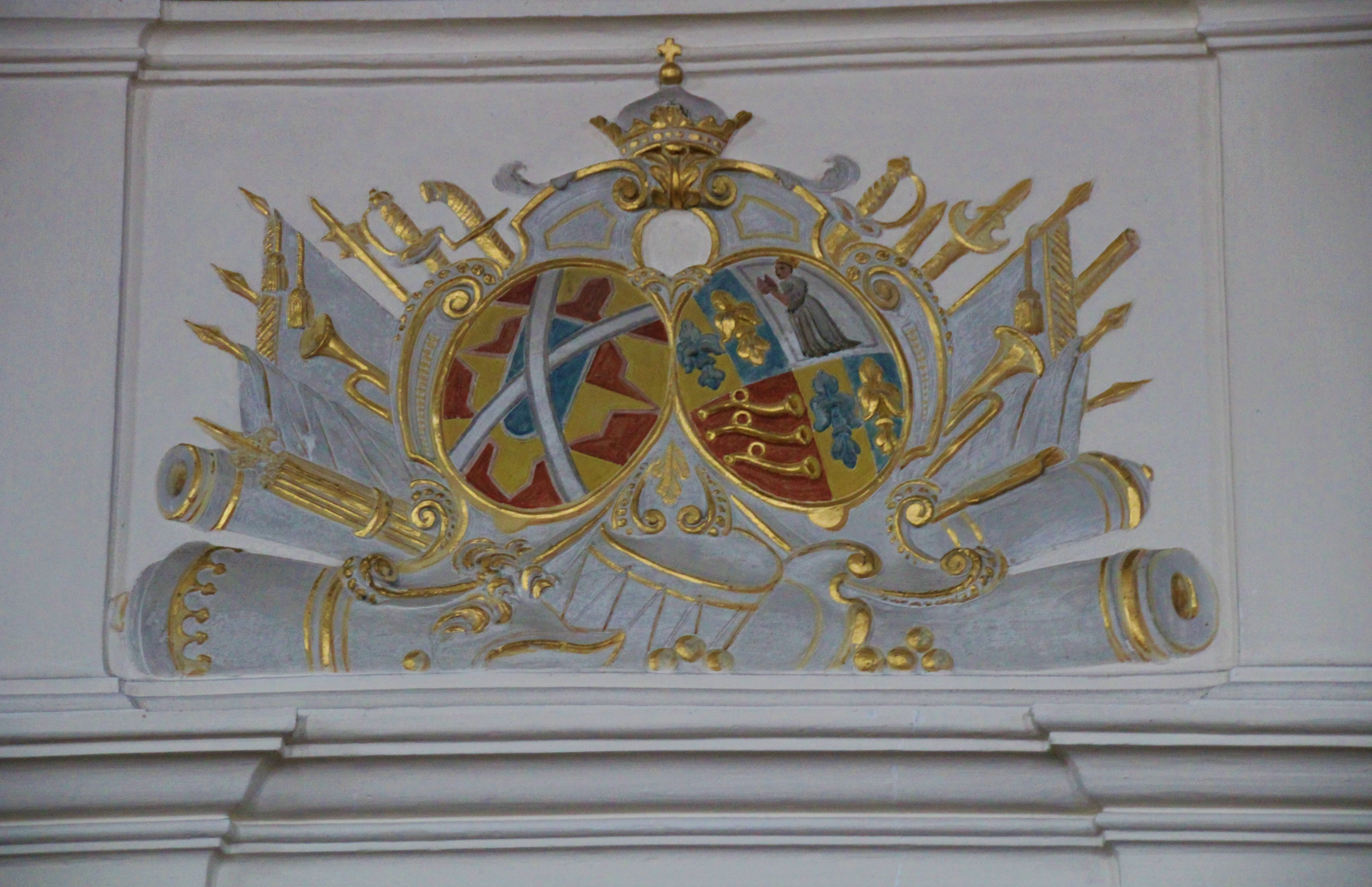
Allianzwappen an der Orgelempore

Unter Graf Johann Friedrich von Oettingen-Wallerstein erfolgte 1744 ein umfassender Umbau im Inneren von St. Barbara, da die Kirche im Laufe der Zeit in einen schlechten baulichen Zustand geraten war. Kanzel und Empore mussten für eine neue größere barocke Empore weichen.

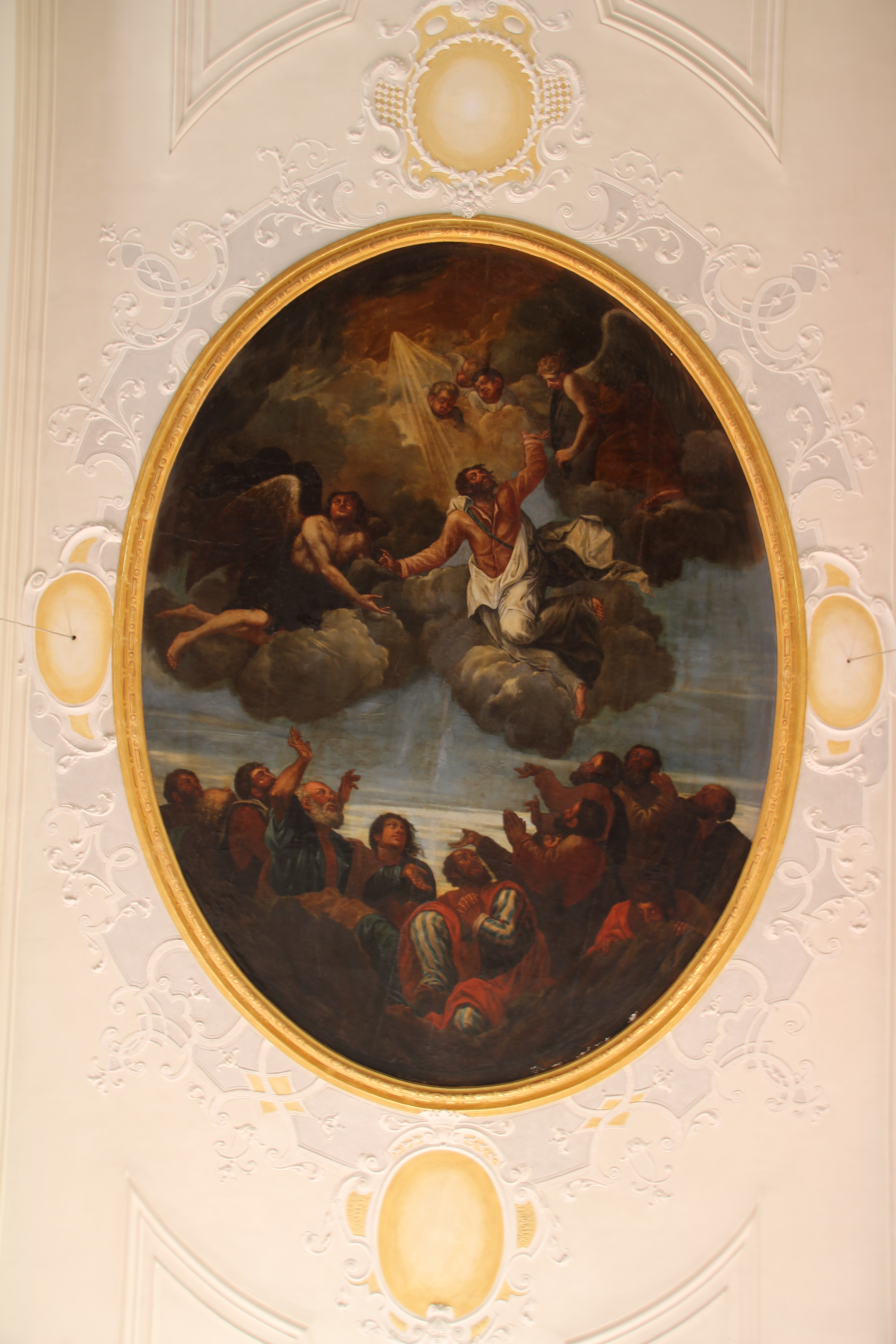
Deckengemälde mit der Himmelfahrt Christi

Außerdem wurden der Kanzelaltar und das Deckengemälde, welches die Himmelfahrt Christi zeigt, aus der Schlosskapelle des abgebrochenen Schloss Tiergarten bei Schrattenhofen als Ausstattung übernommen. An diese Zeit erinnerte heute das an der Orgelempore angebrachte Allianzwappen von Johann Friedrich von Oettingen-Wallerstein und seiner Gemahlin Anna Josepha Fugger auf Zinneberg.

### Renovierung 1947–1948
Nach dem Zweiten Weltkrieg erhielt St. Barbara den heutigen Altar mit der Figurengruppe des Johannes, Marias und in der Mitte den gekreuzigten Jesus von dem Bildhauer Vogl aus München. Hinzu kamen eine neue Kanzel, der Taufstein, das Gestühl aus Eichenholz und ein neuer Boden aus Solnhofener Platten. Die historische Bilderbibel, bestehend aus 12 Gemälden, wurde restauriert und neu angeordnet. Außerdem befindet sich seit dieser Zeit die Porträts von Martin Luther und Philipp Melanchthon unter der Orgelempore zwischen den Gedenktafeln an die Gefallenen im Zweiten Weltkrieg.

### Renovierung 1988/89
In den Jahren 1988/89 erfolgten Arbeiten am Kirchturm. Dabei wurden das Dach der Turmkuppel neu eingedeckt und die Zifferblätter der Uhr neu vergoldet. Außerdem wurden die Decken- und Wandgemälde restauriert. Das Fresko aus dem Jahr 1612, welches an die Erbauung der Kirche erinnert und das Wappen des Grafen Gottfried von Oettingen-Oettingen sowie seiner Gemahlin Barbara von Pfalz-Zweibrücken-Neuburg zeigt, wurde freigelegt.

## Baubeschreibung

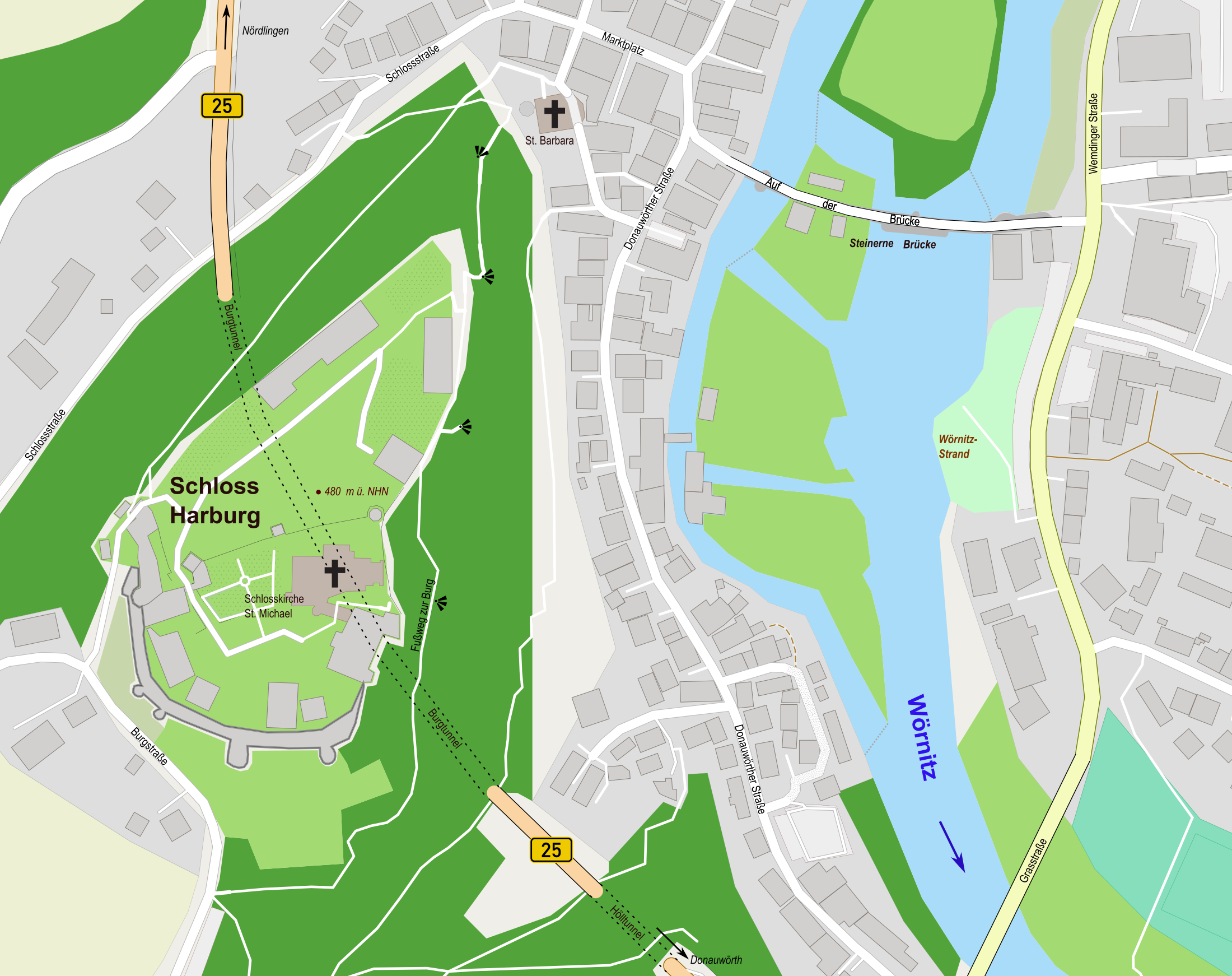
Lageplan von St. Barbara

Von Natur aus ist der Bereich zwischen Burgberg und Wörnitz beengt. Deshalb gestaltet sich der Grundriss der Kirche fast quadratisch. Das Kirchenschiff stellt einen Saalbau mit hohem Satteldach und einem dreiseitig geschlossenem Chor mit Strebepfeilern dar. Der Kirchturm wurde aus Platzgründen teils in den anstehenden Felsen integriert und besteht aus einem Oktogonaufsatz mit einer welschen Haube. Der Sakristeianbau mit Kreuzgewölbe liegt auf der Südseite.
Bauliche Besonderheiten sind, dass man die Empore über eine Außentreppe direkt erreichen kann und sich unter dem Altarraum ein Fußgängertunnel befindet, welcher mit einer Gasse, genannt „Am Bogen“, Marktplatz und die Donauwörther Straße verbindet.

## Orgel

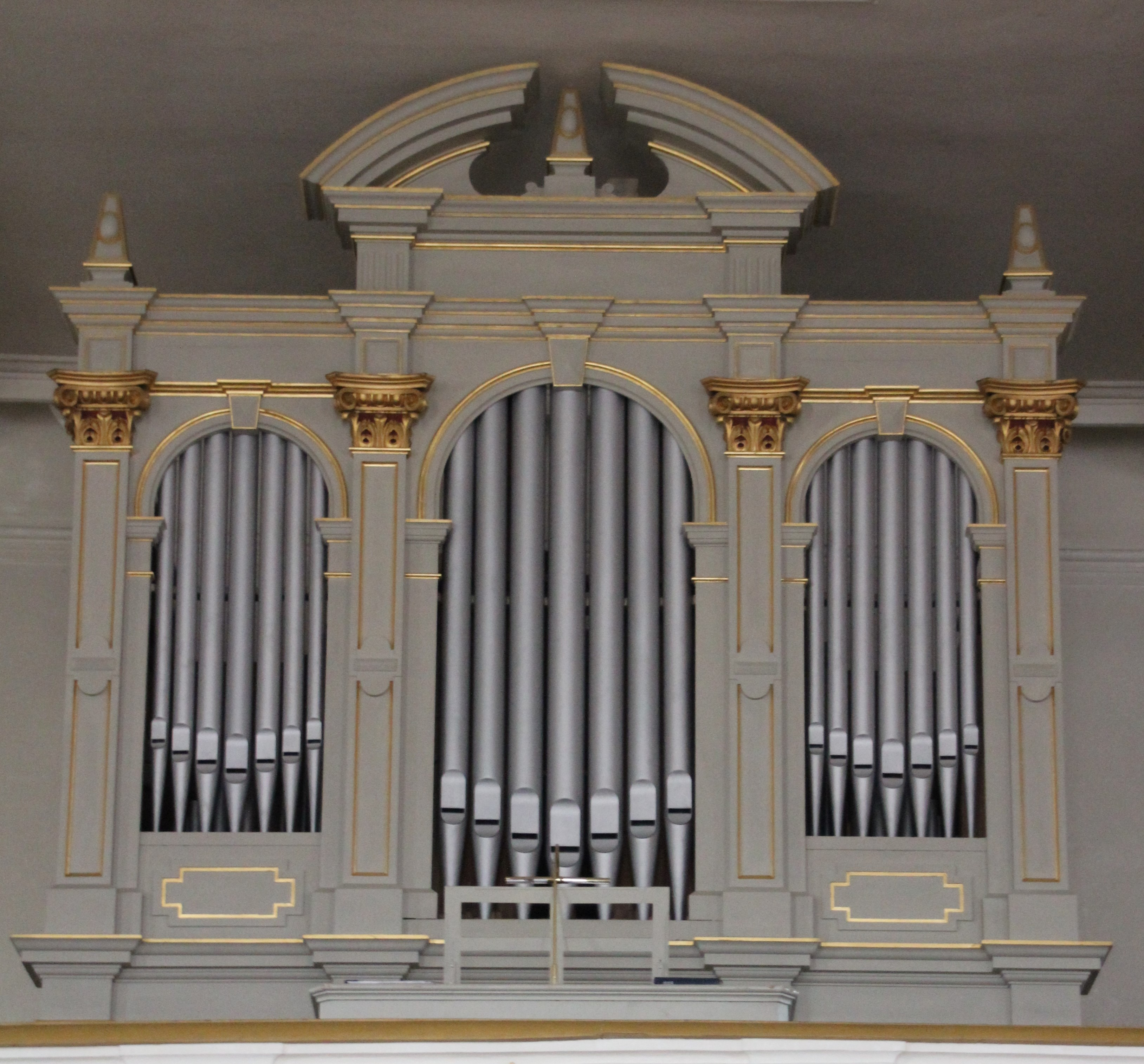
Steinmeyerorgel mit dem Neorenaissance-Prospekt

Die St. Barbarakirche ist mit einer Orgel der Firma Steinmeyer aus dem Jahr 1889 ausgestattet. Sie umfasst 14 Register aus zwei Manualen und Pedal. Das romantische Klangbild des Instruments wurde bei der Renovierung durch die Orgelbaufirma Deininger & Renner im Jahr 1971 in Richtung Neobarock verändert. Dabei wurden Register ausgebaut und ersetzt.
Eine umfangreiche Sanierung erfolgte 2017/2018 durch die Orgelbauwerkstatt Kubak aus Augsburg. Das Instrument wurde gereinigt, die Mechanik überarbeitet und defekte Pfeifen wurden wieder in Stand gesetzt. Außerdem wurden die im Jahr 1971 ausgebauten Register wiederentdeckt, die ursprüngliche romantische Klangfarbe der Orgel wieder hergestellt. Hinzu kamen vier neue Register.
| I Hauptwerk C–f3 |               |        |
| 1.               | Principal     | 8′     |
| 2.               | Salicional    | 8′     |
| 3.               | Oktav         | 4′     |
| 4.               | Flöte         | 4′     |
| 5.               | Quinte        | 2 2/3′ |
| 6.               | Waldflöte     | 2'     |
| 7.               | Mixtur 1 1/3' |        |

| II Positiv C–f3 |             |           |
| 8.              | Gedeckt     | 8′        |
| 9.              | Fugara      | 4'        |
| 10.             | Prinzipal   | 2'        |
| 11.             | Sesquialter | 2 2/3 2f. |

| Pedal C–d1 |            |       |
| 12.        | Subbass    | 16′   |
| 13.        | Octavbass  | 8'    |
| 14.        | Choralbass | 4'+1' |

- Kopplung und Spielhilfen: II-I, II-P, I-P[8]
- Kegellade, mechanische Spiel- und Registertraktur, freistehender Spieltisch[8]

## Glocken

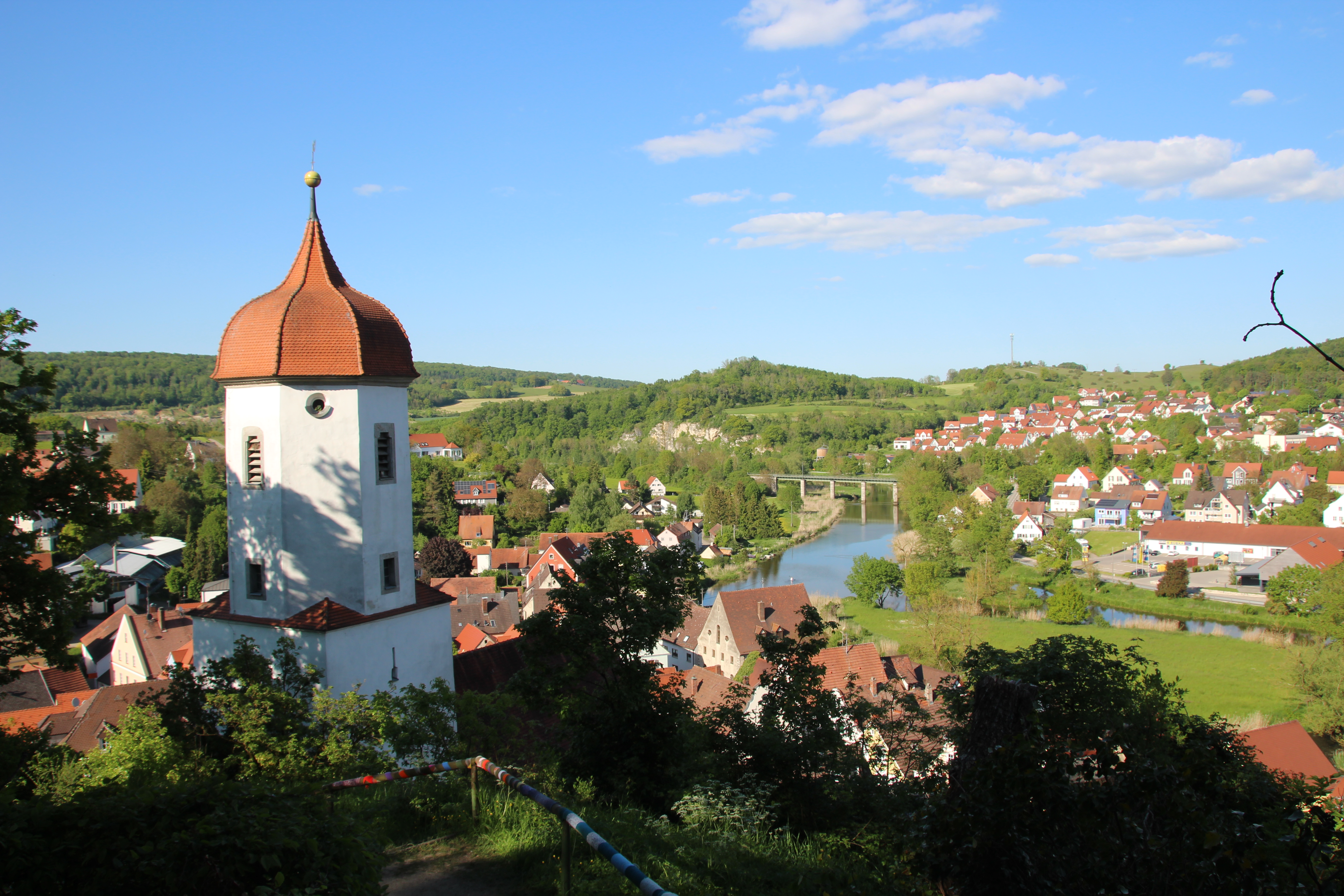
Kirchturm von Kriegerdenkmal aus gesehen mit Blick auf die Altstadt

Im Zweiten Weltkrieg musste die größte der drei Glocken abgeliefert werden, so dass nur noch zwei kleine Glocken auf dem Turm verblieben. Ein erster Erweiterungsplan aus dem Jahr 1950, um das Geläut auf zwei weitere Glocken zu erweitern, wurde nicht realisiert. 1960 wurde das heutige 4.449 kg schwere Geläut in Auftrag gegeben. Die sieben Glocken wurde von Alfred Bachert in Heilbronn gegossen. Die Glockenweihe fand am 4. September 1960 statt.
Die alten zwei Glocken, die nicht im Zweiten Weltkrieg abgeliefert werden mussten, befinden sich heute im Glockenturm der Burg Harburg und dienen der Schlosskirche St. Michael als Geläut.
| Nr. | Name                 | Gussjahr | Gießer, Gussort          | Gewicht (kg) | Schlagton |
| --- | -------------------- | -------- | ------------------------ | ------------ | --------- |
| 1   | Dreieinigkeitsglocke | 1960     | Alfred Bachert Heilbronn | 1.380        | es¹       |
| 2   | Christusglocke       | 1960     | Alfred Bachert Heilbronn | 967          | f¹        |
| 3   | Paulusglocke         | 1960     | Alfred Bachert Heilbronn | 653          | as¹       |
| 4   | Lutherglocke         | 1960     | Alfred Bachert Heilbronn | 523          | b¹        |
| 5   | Melanchthonglocke    | 1960     | Alfred Bachert Heilbronn | 433          | c²        |
| 6   | Bekennerglocke       | 1960     | Alfred Bachert Heilbronn | 292          | es²       |
| 7   | Taufglocke           | 1960     | Alfred Bachert Heilbronn | 201          | f²        |

Glocke 1, Dreieinigkeitsglocke:
- HEILIG, HEILIG, HEILIG, IST GOTT DER HERR ZEBAOTH.
- GOTT DEM EWIGEN KÖNIGE, DEM UNVERGÄNGLICHEN UND UNSICHTBAREN UND ALLEIN WEISEN, SEI EHRE UND PREIS IN EWIGKEIT. AMEN

Glocke 2, Christusglocke
- JESUS CHRISTUS, GESTERN, HEUTE UND DERSELBE AUCH IN EWIGKEIT.
- SIEHE, ICH KOMME BALD!

Glocke 3, Paulusglocke
- ER IST UNSER FRIEDE.
- VERLEIH' UNS FRIEDEN GNÄDIGLICH, HERR GOTT ZU UNSEREN ZEITEN.

Glocke 4, Lutherglocke
- DEIN NAME WERDE GEHEILIGT.
- EINES CHRISTEN HANDWERK IST DAS BETEN. DR. MARTIN LUTHER

Glocke 5, Melanchthonglocke
- ICH REDE VON DEINEN ZEUGNISSEN VOR KÖNIGEN UND SCHÄME MICH NICHT.
- PHILIPP MELANCHTON 1560

Glocke 6, Bekennerglocke
- WER MICH BEKENNT VOR DEN MENSCHEN, WILL ICH BEKENNEN VOR MEINEM HIMMLISCHEN VATER.
- GRAF KARL WOLFGANG ZU OETTINGEN - HARBURG
- BEKENNER DES EVANGELIUMS AD 1524-1549

Glocke 7, Taufglocke
- WER DA GLAUBET UND GETAUFT WIRD, DER WIRD SELIG.
- PAUL WARBECK, HOFPREDIGER UND REFORMATOR DER STADT HARBURG AD 1524

Schlagen der Turmuhr im Viertelstundenschlag:
- Viertelstunden, je ein Schlag
- Halbestunden, je zwei Schläge
- Dreiviertelstunden, je drei Schläge
- volle Stunden,  je vier Schläge und Wiederholung der vollen Stunden

Gebetsläuten:
- 3 Minuten: um 7.02 Uhr, um 12.02 Uhr, um 15.02 Uhr / 16.02 Uhr und 18.02.Uhr / 20.02 Uhr

Geläut zu Gottesdiensten:
- Vorläuten eine Stunde vor Beginn des Hauptgottesdienstes
- Zusammenläuten vor Beginn des Gottesdienstes
- Vaterunserläuten
- Ausläuten nach Ende des Gottesdienstes

Besonderes Geläut:
- Neujahrsnacht 24.00 bis 0.15 Uhr: alle Glocken

## Kirchhöfle

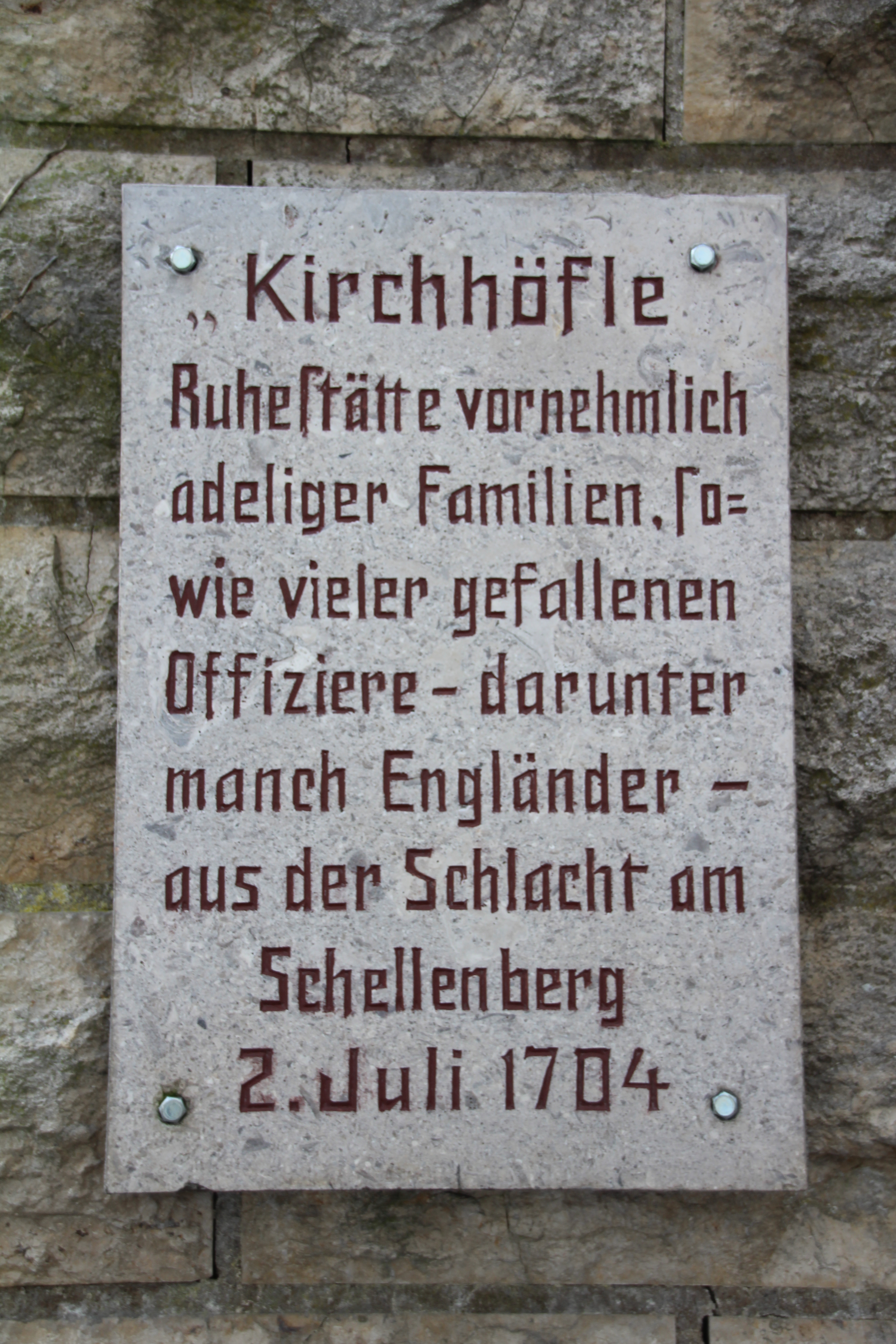
Gedenktafel am Eingang zum Kirchhöfle

Auf der Südseite der St.-Barbara-Kirche befindet sich das „Kirchhöfle“. Es diente früher als Friedhof für vornehme Personen. Deshalb wurde es auch das „adelige Kirchhöfle“ genannt. Nachdem 1704 während des spanischen Erbfolgekrieges die Schlacht auf dem Schellenberg bei Donauwörth stattgefunden hatte, diente es vielen hohen Offizieren, die bei dieser Schlacht gefallen waren, als letzte Ruhestätte. Daran erinnert heute noch eine Gedenktafel am Eingang.
In der ersten Harburger Gemeindeordnung von 1495 wurde das Kirchhöfle auch als „Freyung“ – also Freistätte bezeichnet. Dies bedeutet, dass es für Verfolgte und auch für Verbrecher vorübergehend ein sicherer Zufluchtsort war.